# Olympische Winterspiele 1956/Skilanglauf
Bei den VII. Olympischen Winterspielen 1956 in Cortina d’Ampezzo fanden sechs Wettbewerbe im Skilanglauf statt. Diese galten gleichzeitig als 21. Nordische Skiweltmeisterschaften. Somit wurden neben olympischen Medaillen wurden auch Weltmeisterschaftsmedaillen vergeben. Austragungsort war das Stadio della neve. Neu ins Wettkampfprogramm aufgenommen wurde die 3 × 5-km-Staffel der Frauen. Ebenso wie bei den Nordischen Skiweltmeisterschaften wurde bei den Männern die Streckenlänge des kürzesten Langlaufrennens von 18 auf 15 km reduziert und der 30-km-Langlauf als zusätzliche Disziplin aufgenommen. Zum ersten Mal seit 1930 wurde der Langlauf der Nordischen Kombination separat, nicht zusammen mit den Spezialisten, ausgetragen.
Zum ersten Mal bei Olympischen Winterspielen waren Athleten aus der Sowjetunion dabei und auch eine gesamtdeutsche Mannschaft trat hier erstmals auf. Die sowjetischen Langläufer mischten wie schon bei den Weltmeisterschaften 1954 in den Langlaufrennen vorne mit und lagen im abschließenden Medaillenspiegel auf Platz eins vor Finnland. Die weiteren Medaillen gingen größtenteils wie gewohnt an die beiden anderen skandinavischen Länder Norwegen und Schweden.

## Bilanz

### Medaillenspiegel
| Platz  | Land        | Gold | Silber | Bronze | Gesamt |
| ------ | ----------- | ---- | ------ | ------ | ------ |
| 1      | Sowjetunion | 2    | 2      | 3      | 7      |
| 2      | Finnland    | 2    | 2      | –      | 4      |
| 3      | Schweden    | 1    | 2      | 3      | 6      |
| 4      | Norwegen    | 1    | –      | –      | 1      |
| Gesamt | Gesamt      | 6    | 6      | 6      | 18     |

### Medaillengewinner
Männer
| Disziplin         | Gold                                                                      | Silber                                                                | Bronze                                                                     |
| ----------------- | ------------------------------------------------------------------------- | --------------------------------------------------------------------- | -------------------------------------------------------------------------- |
| 15 km             | Hallgeir Brenden (NOR)                                                    | Sixten Jernberg (SWE)                                                 | Pawel Koltschin (URS)                                                      |
| 30 km             | Veikko Hakulinen (FIN)                                                    | Sixten Jernberg (SWE)                                                 | Pawel Koltschin (URS)                                                      |
| 50 km             | Sixten Jernberg (SWE)                                                     | Veikko Hakulinen (FIN)                                                | Fjodor Terentjew (URS)                                                     |
| 4 × 10 km Staffel | SowjetunionNikolai Anikin Pawel Koltschin Wladimir Kusin Fjodor Terentjew | FinnlandVeikko Hakulinen August Kiuru Jorma Kortelainen Arvo Viitanen | SchwedenSixten Jernberg Lennart Larsson Per-Erik Larsson Gunnar Samuelsson |

Frauen
| Disziplin        | Gold                                                   | Silber                                                          | Bronze                                                  |
| ---------------- | ------------------------------------------------------ | --------------------------------------------------------------- | ------------------------------------------------------- |
| 10 km            | Ljubow Kosyrewa (URS)                                  | Radja Jeroschina (URS)                                          | Sonja Edström (SWE)                                     |
| 3 × 5 km Staffel | FinnlandMirja Hietamies Sirkka Polkunen Siiri Rantanen | SowjetunionRadja Jeroschina Alewtina Koltschina Ljubow Kosyrewa | SchwedenSonja Edström Anna-Lisa Eriksson Irma Johansson |

## Ergebnisse Männer

### 15 km
| Platz | Land | Athlet             | Zeit (min) |
| ----- | ---- | ------------------ | ---------- |
| 1     | NOR  | Hallgeir Brenden   | 49:39      |
| 2     | SWE  | Sixten Jernberg    | 50:14      |
| 3     | URS  | Pawel Koltschin    | 50:17      |
| 4     | FIN  | Veikko Hakulinen   | 50:31      |
| 5     | NOR  | Håkon Brusveen     | 50:36      |
| 6     | NOR  | Martin Stokken     | 50:45      |
| 7     | URS  | Nikolai Anikin     | 50:58      |
| 8     | SWE  | Lennart Larsson    | 51:03      |
| 9     | FIN  | Arvo Viitanen      | 51:10      |
| 10    | URS  | Wladimir Kusin     | 51:36      |
|       |      |                    |            |
| 20    | SUI  | Werner Zwingli     | 53:40      |
| 27    | EUA  | Cuno Werner        | 54:18      |
| 28    | AUT  | Josef Schneeberger | 54:21      |
| 29    | EUA  | Siegfried Weiß     | 54:29      |
| 31    | EUA  | Rudolf Kopp        | 54:31      |
| 33    | SUI  | Viktor Kronig      | 54:43      |
| 35    | AUT  | Karl Rafreider     | 54:5?      |
| 36    | SUI  | Michel Rey         | 55:06      |
| 38    | SUI  | Erwino Hari        | 55:07      |
| 39    | AUT  | Hermann Mayr       | 55:51      |
| 46    | EUA  | Helmut Hagg        | 56:50      |
| 59    | AUT  | Oskar Schulz       | 59:56      |

Datum: 30. Januar 1956, 09:00 Uhr 
62 Teilnehmer aus 20 Ländern, davon 61 in der Wertung. 
Höhenunterschied: 230 m; Maximalanstieg: 135 m; Totalanstieg: 415 m

### 30 km
| Platz | Land | Athlet              | Zeit (h) |
| ----- | ---- | ------------------- | -------- |
| 1     | FIN  | Veikko Hakulinen    | 1:44:06  |
| 2     | SWE  | Sixten Jernberg     | 1:44:30  |
| 3     | URS  | Pawel Koltschin     | 1:45:45  |
| 4     | URS  | Anatoli Scheljuchin | 1:45:46  |
| 5     | URS  | Wladimir Kusin      | 1:46:09  |
| 6     | URS  | Fjodor Terentjew    | 1:46:43  |
| 7     | SWE  | Per-Erik Larsson    | 1:46:51  |
| 8     | SWE  | Lennart Larsson     | 1:46:56  |
| 9     | FIN  | Olavi Latsa         | 1:47:30  |
| 10    | TCH  | Ilja Matouš         | 1:48:12  |
|       |      |                     |          |
| 25    | SUI  | Marcel Huguenin     | 1:54:36  |
| 27    | SUI  | Fritz Kocher        | 1:55:18  |
| 30    | EUA  | Hermann Möchel      | 1:56:34  |
| 33    | EUA  | Erich Lindenlaub    | 1:58:30  |
| 34    | SUI  | André Huguenin      | 1:58:40  |
| 40    | EUA  | Werner Moring       | 2:00:55  |
| 41    | SUI  | Armand Genoud       | 2:01:05  |

Datum: 27. Januar 1956, 09:00 Uhr 
54 Teilnehmer aus 18 Ländern, davon 51 in der Wertung. 
Höhenunterschied: 250 m; Maximalanstieg: 150 m; Totalanstieg: 805 m

### 50 km
| Platz | Land | Athlet              | Zeit (h) |
| ----- | ---- | ------------------- | -------- |
| 1     | SWE  | Sixten Jernberg     | 2:50:27  |
| 2     | FIN  | Veikko Hakulinen    | 2:51:45  |
| 3     | URS  | Fjodor Terentjew    | 2:53:32  |
| 4     | FIN  | Eero Kolehmainen    | 2:56:17  |
| 5     | URS  | Anatoli Scheljuchin | 2:56:40  |
| 6     | URS  | Pawel Koltschin     | 2:58:00  |
| 7     | URS  | Wiktor Baranow      | 3:03:55  |
| 8     | FIN  | Antti Sivonen       | 3:04:06  |
| 9     | FIN  | Veini Kontinen      | 3:06:15  |
| 10    | SWE  | Sture Grahn         | 3:06:32  |
|       |      |                     |          |
| 18    | SUI  | Christian Wenger    | 3:17:49  |
| 19    | SUI  | Fritz Zurbuchen     | 3:19:42  |
| 20    | EUA  | Werner Moring       | 3:20:32  |
| 24    | SUI  | Alfred Kronig       | 3:23:21  |
| 27    | SUI  | André Huguenin      | 3:31:04  |

Datum: 2. Februar 1956, 08:00 Uhr 
33 Teilnehmer aus 13 Ländern, davon 30 in der Wertung. 
Höhenunterschied: 250 m; Maximalanstieg: 150 m; Totalanstieg: 1300 m

### 4 × 10 km Staffel
| Platz | Land / Athlet                                                                  | Zeit                                              |
| ----- | ------------------------------------------------------------------------------ | ------------------------------------------------- |
| 1     | Sowjetunion Fjodor Terentjew Pawel Koltschin Nikolai Anikin Wladimir Kusin     | 2:15:30 h 33:25 min 33:05 min 34:23 min 34:37 min |
| 2     | Finnland August Kiuru Jorma Kortelainen Arvo Viitanen Veikko Hakulinen         | 2:16:31 h 34:56 min 34:20 min 33:34 min 33:41 min |
| 3     | Schweden Lennart Larsson Gunnar Samuelsson Per-Erik Larsson Sixten Jernberg    | 2:17:42 h 35:46 min 34:22 min 33:50 min 33:44 min |
| 4     | Norwegen Håkon Brusveen Per Olsen Martin Stokken Hallgeir Brenden              | 2:21:16 h 35:13 min 36:41 min 34:47 min 34:35 min |
| 5     | Italien Pompeo Fattor Ottavio Compagnoni Innocenzo Chatrian Federico Deflorian | 2:23:28 h 35:43 min 34:55 min 35:59 min 36:51 min |
| 6     | Frankreich Victor Arbez René Mandrillon Benoît Carrara Jean Mermet             | 2:24:06 h 36:51 min 36:14 min 35:18 min 35:43 min |
| 7     | Schweiz Werner Zwingli Viktor Kronig Fritz Kocher Marcel Huguenin              | 2:24:30 h 36:24 min 36:50 min 35:17 min 35:59 min |
| 8     | Tschechoslowakei Emil Okuliár Vlastimil Melich Josef Prokeš Ilja Matouš        | 2:24:54 h 37:02 min 36:11 min 36:13 min 35:28 min |
| 9     | Polen Józef Rubiś Józef Gąsienica Sobczak Tadeusz Kwapień Andrzej Mateja       | 2:25:55 h                                         |
| 10    | Deutschland Cuno Werner Siegfried Weiß Rudolf Kopp Hermann Möchel              | 2:26:37 h 36:19 min 37:21 min 36:35 min 36:22 min |
| 11    | Österreich Hermann Mayr Josef Schneeberger Karl Rafreider Oskar Schulz         | 2:30:50 h 35:26 min 38:37 min 39:09 min 37:38 min |
| 12    | USA Theodore Farwell Mack Miller Larry Damon Marvin Crawford                   | 2:32:04 h                                         |
| 13    | Jugoslawien Zdravko Hlebanja Cveto Pavčič Matevž Kordež Janez Pavčič           | 2:33:45 h                                         |
| 14    | Großbritannien Andrew Morgan James Spencer Aubrey Fielder Maurice Gover        | 2:38:44 h                                         |

Datum: 4. Februar 1956, 09:00 Uhr 
14 Staffeln am Start, alle in der Wertung. 
Höhenunterschied: 96 m; Maximalanstieg: 86 m; Totalanstieg: 275 m

## Ergebnisse Frauen

### 10 km
| Platz | Land | Athletin             | Zeit (min) |
| ----- | ---- | -------------------- | ---------- |
| 1     | URS  | Ljubow Kosyrewa      | 38:11      |
| 2     | URS  | Radja Jeroschina     | 38:16      |
| 3     | SWE  | Sonja Edström        | 38:23      |
| 4     | URS  | Alewtina Koltschina  | 38:46      |
| 5     | FIN  | Siiri Rantanen       | 39:40      |
| 6     | FIN  | Mirja Hietamies      | 40:18      |
| 7     | SWE  | Irma Johansson       | 40:20      |
| 8     | FIN  | Sirkka Polkunen      | 40:25      |
| 9     | URS  | Anna Kaaleste        | 40:29      |
| 10    | NOR  | Kjellfrid Brusveen   | 40:38      |
|       |      |                      |            |
| 20    | EUA  | Sonnhilde Hausschild | 42:22      |
| 21    | EUA  | Else Ammann          | 42:22      |
| 26    | EUA  | Elfriede Uhlig       | 43:15      |
| 29    | EUA  | Rita Czech-Blasel    | 43:51      |

Datum: 28. Januar 1956, 10:00 Uhr 
40 Teilnehmerinnen aus 11 Ländern, davon 39 in der Wertung. 
Höhenunterschied: 90 m; Maximalanstieg: 74 m; Totalanstieg: 250 m

### 3 × 5 km Staffel
| Platz | Land / Athletinnen                                                | Zeit                                    |
| ----- | ----------------------------------------------------------------- | --------------------------------------- |
| 1     | Finnland Sirkka Polkunen Mirja Hietamies Siiri Rantanen           | 1:09:01 h 23:22 min 22:20 min 23:19 min |
| 2     | Sowjetunion Ljubow Kosyrewa Alewtina Koltschina Radja Jeroschina  | 1:09:28 h 22:58 min 22:38 min 23:52 min |
| 3     | Schweden Irma Johansson Anna-Lisa Eriksson Sonja Edström          | 1:09:48 h 24:10 min 23:36 min 22:02 min |
| 4     | Norwegen Kjellfrid Brusveen Gina Regland-Sigstad Rakel Wahl       | 1:10:50 h 23:42 min 24:03 min 23:05 min |
| 5     | Polen Maria Gąsienica Bukowa Józefa Czerniawska Zofia Krzeptowska | 1:13:20 h 24:30 min 24:10 min 24:40 min |
| 6     | Tschechoslowakei Eva Benešová Libuše Patočková Eva Lauermanová    | 1:14:19 h 26:23 min 24:05 min 23:51 min |
| 7     | Deutschland Elfriede Uhlig Else Ammann Sonnhilde Hausschild       | 1:15:33 h 25:11 min 25:11 min           |
| 8     | Italien Fides Romanin Rita Bottero Ildegarda Taffra               | 1:16:11 h 25:44 min 25:23 min 25:04 min |
| 9     | Jugoslawien Amalija Belaj Biserka Vodenlič Nada Kustec            | 1:18:54 h 26:38 min 26:39 min 25:37 min |
|       | Rumänien Iuliana Simon Ștefania Botcariu Elena Zangor             | DSQ                                     |

Datum: 1. Februar 1956, 09:30 Uhr 
10 Staffeln am Start, davon 9 in der Wertung. 
Höhenunterschied: 85 m; Maximalanstieg: 74 m; Totalanstieg: 174 m